# کمپ پناهندگی کیانگوالی
کمپ پناهندگی کیانگوالی (انگلیسی: Kyangwali Refugee Settlement) یکی از اردوگاه‌های پناهندگان در ناحیه هویما در غرب اوگاندا است.